# José Antonio Bravo
José Antonio Bravo (Tarma, 23 de noviembre de 1937-8 de septiembre de 2016) fue un intelectual, escritor, crítico literario, profesor, conferenciante y periodista peruano.
Bravo fue profesor de universidades en España, Estados Unidos, Reino Unido, México y Escocia. Ganador del Premio Nacional de Novela en 1973 y finalista del Premio Internacional de Novela Rómulo Gallegos por su obra La quimera y el éxtasis.

## Biografía
Nació en la provincia de Tarma, departamento de Junín, pero vivió hasta los veinte años en Chorrillos, distrito de la Lima, en la que también cursó sus estudios primarios y secundarios, en la Escuela Normal Superior. Realizó sus estudios superiores en la Universidad Nacional Mayor de San Marcos y en la Cantuta, obteniendo un doctorado en Letras en la primera y otro en Lengua y Literatura en la segunda. También realizó estudios de posgrado en El Colegio de México, en La Sorbona en Francia, en el Instituto de Cultura Hispánica, en la Universidad de Málaga en España y en la Universidad de Iowa en los Estados Unidos. En 1991 recibió una Beca Fulbright para continuar sus estudios.
Ejerció la docencia desde muy joven en colegios secundarios y en las universidades donde se formó: desde 1971 fue profesor de literatura en la Universidad de San Marcos, donde fundó los Talleres de Narración que sostuvo hasta su retiro de la Universidad. Fue también docente en la Universidad Femenina del Sagrado Corazón, en la que además fue vicerrector, el Colegio José Olaya, la Escuela de Bellas Artes del Museo de Arte de Lima y en universidades en el exterior, como la Universidad de Deusto en España y la University of Liverpool en el Reino Unido. Además de docente era un gran conferencista, que dictó conferencias en casi todos los países y universidades que visitó.
Inició su carrera literaria en 1960 con dos libros de poemas —Tristía, de 1960 y La torre agonida de 1963— y con algunos poemas publicados en revistas o reunidos en antologías. Como autor de teatro, publicó El orate y Karpat, ambas en 1965.
Sus primeras novelas, entre 1968 y 1977, fueron Las noches hundidas, Barrio de broncas, A la hora del tiempo, y Un hotel para el otoño. Estas primeras novelas se alejaban del canon del boom latinoamericano, dominado por el realismo y el realismo mágico, ya que el estilo de Bravo era más intimista, adelantándose a la sensibilidad de los años 90. Entre 1989 y 2008, publicó una serie de novelas históricas: Cuando la gloria agoniza, La quimera y el éxtasis y Machiparo: Crónica fluvial y peregrina en busca de El Dorado y el paraíso en el reino de Omagua del Río Marañón en Tierra Firme del Nuevo Mundo. En sus últimos años volvió al tono intimista de su juventud, con la novela Percanta: Memorias de un mirón de azoteas de 2013 y varios cuentos y relatos cortos publicados en revistas, de entre los cuales seleccionó las que editó como Crónicas en familia, libro editado en 2004.
Como crítico literario, publicó numerosos libros, entre ellos Lo real maravilloso en la narrativa latinoamericana actual de 1977, reeditado siete años más tarde, Estructura en la narrativa, Narrativa breve, Aportes para el estudio de la narrativa y Literatura española: ensayos, además de varias antologías de autores peruanos. Como periodista, publicó y dirigió el Diario Correo, y fue también fundador y editor de la revista Cielo Abierto y de la Revista de Crítica Literaria Latinoamericana.
Por último, fue también un prolífico pintor y, aunque no presentó sus colecciones en ninguna galería, sus cuadros forman parte de colecciones privadas, especialmente en Lima.
Miembro de varias instituciones académicas, como el Instituto Ricardo Palma, y jurado de concursos y premios literarios, obtuvo varias distinciones, entre ellas el de Graduado Distinguido de la Universidad Nacional de Educación Enrique Guzmán y Valle y el título de Profesor Emérito con que lo honró la Universidad de San Marcos tres años después de su retiro en 1990. Como novelista, ganó el Premio Nacional de Novela en 1973 por Barrio de broncas, y fue finalista del Premio Internacional de novela Rómulo Gallegos por La Quimera y el éxtasis, entre otros premios.

## Obras
- Barrio de Broncas, premio nacional de novela 1973
- Un hotel para el otoño
- A la hora del tiempo
- La quimera del éxtasis.